# Campionati di football americano in Europa
In Europa si giocano regolarmente campionati di football americano dai primi anni '80 del XX secolo. I primi campionati (se si escludono quelli giocati dai militari statunitensi) sono stati giocati in Germania e Finlandia nel 1979.

## Elenco

### Campionati nazionali

#### Maschili

##### Ufficiali

###### Attivi
Oltre agli Stati elencati sono presenti squadre di football americano - pur in assenza di campionati nazionali - nei seguenti Stati:
- Bielorussia (partecipano a tornei internazionali e ai campionati russo e ucraino)
- Bosnia ed Erzegovina (partecipa alla CEFL)
- Bulgaria (una squadra partecipa al campionato serbo)
- Cipro (una squadra nella zona controllata da Cipro del Nord, che partecipa al campionato turco; una squadra nella zona controllata dal governo cipriota)
- Estonia (partecipano a tornei internazionali e al campionato finlandese)
- Lettonia (partecipano a tornei internazionali)
- Lituania
- Lussemburgo (ha partecipato ai campionati belga, francese e tedesco)
- Moldavia (partecipa al campionato rumeno)

| Stato       | Massima serie                    | Nome della finale         | Prima edizione | Edizioni giocate | Maggiori vittorie                                                                        | Numero vittorie  | Maggiori partecipazioni                                         | Partecipazioni | Campione in carica           |
| ----------- | -------------------------------- | ------------------------- | -------------- | ---------------- | ---------------------------------------------------------------------------------------- | ---------------- | --------------------------------------------------------------- | -------------- | ---------------------------- |
| Austria     | AFL                              | Austrian Bowl             | 1984           | 32               | Vienna Vikings                                                                           | 13               | Vienna Vikings                                                  | 23             | Tirol Raiders (2017)         |
| Belgio      |                                  | Belgian Bowl              | 1987           | 29               | West-Vlaanderen Tribes                                                                   | 8                | Brussels Black Angels                                           | 11             | Brussels Black Angels (2017) |
| Croazia     | Croatian Football League         | CroBowl                   | 2010           | 5                | Split Sea Wolves, Osijek Cannons, Teutoburgium Pitbulls, Zagreb Patriots, Zagreb Raiders | 1                | Zagreb Thunder, Zagreb Raiders, Zagreb Patriots, Osijek Cannons | 2              | Split Sea Wolves (2016)      |
| Danimarca   | Nationalligaen                   | Mermaid Bowl              | 1988           | 29               | Triangle Razorbacks                                                                      | 7                | Triangle Razorbacks                                             | 10             | Copenhagen Towers (2017)     |
| Finlandia   | Vaahteraliiga                    | Maple Bowl                | 1980           | 37               | Helsinki Roosters                                                                        | 19               | Helsinki Roosters                                               | 24             | Helsinki Roosters (2016)     |
| Francia     | Division 1                       | Casque de Diamant         | 1982           | 36               | Flash de La Courneuve                                                                    | 10               | Argonautes d'Aix-en-Provence                                    | 17             | Flash de La Courneuve (2017) |
| Germania    | GFL                              | German Bowl               | 1979           | 38               | Braunschweig Lions                                                                       | 11               | Braunschweig Lions                                              | 16             | Braunschweig Lions (2016)    |
| Irlanda     |                                  | Shamrock Bowl             | 1986           | 30               | Dublin Rebels                                                                            | 8                | Dublin Rebels                                                   | 11             | Dublin Rebels (2016)         |
| Israele     | IFL                              | Israel Bowl               | 2007-08        | 10               | Tel Aviv-Jaffa Sabres, Judean Rebels                                                     | 3                | Tel Aviv Pioneers                                               | 6              | Jerusalem Lions (2016-17)    |
| Italia      | Prima Divisione                  | Italian Bowl              | 1980           | 37               | Lions Bergamo                                                                            | 12               | Lions Bergamo                                                   | 13             | Seamen Milano (2017)         |
| Norvegia    |                                  | Amerikansk Fotball Norges | 1986           | 32               | Oslo Vikings                                                                             | 11               | Oslo Vikings                                                    | 26             | Oslo Vikings (2017)          |
| Paesi Bassi |                                  | Tulip Bowl                | 1985           | 33               | Amsterdam Crusaders                                                                      | 19               | Amsterdam Crusaders                                             | 27             | Amsterdam Crusaders (2017)   |
| Polonia     | Topliga                          | SuperFinał                | 2006           | 12               | Panthers Wrocław                                                                         | 6                | Panthers Wrocław                                                | 9              | Panthers Wrocław (2017)      |
| Portogallo  |                                  | Finale LPFA               | 2010           | 8                | Lisboa Navigators                                                                        | 6                | Lisboa Navigators                                               | 6              | Lisboa Devils (2016-17)      |
| Regno Unito |                                  | BritBowl                  | 1987           | 30               | London Olympians                                                                         | 9                | London Olympians, London Blitz                                  | 11             | London Warriors (2016)       |
| Regno Unito | Finale del Campionato britannico | 1986                      | 31             | London Olympians | 12                                                                                       | London Olympians | 17                                                              |                | London Warriors (2016)       |
| Rep. Ceca   |                                  | Czech Bowl                | 1994           | 23               | Prague Black Panthers                                                                    | 16               | Prague Black Panthers                                           | 21             | Prague Black Panthers (2016) |
| Romania     |                                  | Robowl                    | 2010           | 8                | Bucharest Rebels, Cluj Crusaders                                                         | 3                | Cluj Crusaders                                                  | 7              | Cluj Crusaders (2017)        |
| Russia      | LAF                              | Russkij Bowl              | 1992           | 17               | Moscow Patriots                                                                          | 13               | Moscow Patriots                                                 | 14             | Moscow Patriots (2016)       |
| Serbia      |                                  | Serbian Bowl              | 2004           | 13               | Beograd Vukovi                                                                           | 7                | Kragujevac Wild Boars                                           | 12             | Kragujevac Wild Boars (2017) |
| Slovacchia  |                                  |                           | 2011           | 7                | Bratislava Monarchs                                                                      | 4                | Bratislava Monarchs                                             | 3              | Bratislava Monarchs (2017)   |
| Slovenia    |                                  | SloBowl                   | 2009-2010      | 6                | Ljubljana Silverhawks                                                                    | 6                | Ljubljana Silverhawks                                           | 6              | Ljubljana Silverhawks (2017) |
| Spagna      | LNFA Serie A                     | Finale LNFA               | 1992           | 23               | Badalona Dracs                                                                           | 8                | Badalona Dracs                                                  | 14             | Badalona Dracs (2017)        |
| Svezia      | Superserien                      | SM-finalen                | 1986           | 31               | Stockholm Mean Machines                                                                  | 11               | Stockholm Mean Machines, Carlstad Crusaders                     | 15             | Carlstad Crusaders (2017)    |
| Svizzera    | Lega Nazionale A                 | Swiss Bowl                | 1986           | 31               | Zürich Renegades, Calanda Broncos                                                        | 7                | Calanda Broncos                                                 | 12             | Bern Grizzlies (2016)        |
| Turchia     | Turkish American Football League |                           | 2004           | 13               | Boğaziçi Sultans                                                                         | 5                | Boğaziçi Sultans                                                | 7              | Koç Rams (2017)              |
| Ungheria    |                                  | Hungarian Bowl            | 2005           | 11               | Budapest Wolves                                                                          | 5                | Budapest Wolves                                                 | 8              | Miskolc Steelers (2016)      |

###### Inattivi
In Islanda è attiva la squadra degli Einherjar Reykjavík, che disputa amichevoli internazionali.
| Stato                             | Massima serie         | Nome della finale | Prima edizione | Ultima edizione | Edizioni giocate | Maggiori vittorie    | Numero vittorie | Maggiori partecipazioni              | Partecipazioni | Ultimo vincitore            |
| --------------------------------- | --------------------- | ----------------- | -------------- | --------------- | ---------------- | -------------------- | --------------- | ------------------------------------ | -------------- | --------------------------- |
| Comunità degli Stati Indipendenti |                       |                   | 1991           | 1995            | 5                | Minsk Zubrs          | 3               | Minsk Zubrs                          | 3              | Donetsk Scythians (1995)    |
| Islanda                           |                       |                   | 1990           | 1990            | 1                | Stjarnan Garðabæ     | 1               | Stjarnan Garðabæ                     | 1              | Stjarnan Garðabæ (1990)     |
| Montenegro                        |                       | MonteBowl         | 2015           | 2015            | 1                | Budva Whackers       | 1               | Budva Whackers, Podgorica Direwolves | 1              | Budva Whackers (2015)       |
| Territorio Libero di Trieste      | TrUST Football League |                   | 1948           | 1954            | 7                | Trieste Golden Bears | 2               | Trieste Golden Bears                 | 2              | (1954)                      |
| Ucraina                           |                       |                   | 1993           | 2015            | 21               | Donetsk Scythians    | 14              | Donetsk Scythians                    | 17             | Uzhgorod Lumberjacks (2015) |
| Unione Sovietica                  |                       |                   | 1991           | 1991            | 1                | Moscow Bears         | 1               | Moscow Bears, Moscow Swans           | 1              | Moscow Bears (1991)         |

##### Non ufficiali

###### Attivi
| Stato   | Massima serie      | Nome della finale  | Prima edizione | Edizioni giocate | Maggiori vittorie                    | Numero vittorie | Maggiori partecipazioni                                          | Partecipazioni | Campione in carica         |
| ------- | ------------------ | ------------------ | -------------- | ---------------- | ------------------------------------ | --------------- | ---------------------------------------------------------------- | -------------- | -------------------------- |
| Italia  | IAAFL              | Superbowl italiano | 2015           | 2                | Lancieri Novara, I Guerrieri Aiacciu | 1               | Lancieri Novara, I Guerrieri Aiacciu, Rams Milano, Bobcats Parma | 1              | I Guerrieri Aiacciu (2016) |
| Ucraina | ULAF - Divisione A |                    | 2016           | 1                | Minsk Zubrs                          | 1               | Minsk Zubrs, Kiev Bandits                                        | 1              | Minsk Zubrs (2016)         |

###### Inattivi
| Stato       | Massima serie | Nome della finale  | Prima edizione | Ultima edizione | Edizioni giocate | Maggiori vittorie                        | Numero vittorie | Maggiori partecipazioni                                                           | Partecipazioni | Ultimo vincitore              |
| ----------- | ------------- | ------------------ | -------------- | --------------- | ---------------- | ---------------------------------------- | --------------- | --------------------------------------------------------------------------------- | -------------- | ----------------------------- |
| Finlandia   | Syys Cup      |                    | 1979           | 1979            | 1                | East City Giants                         | 1               | East City Giants, MAJS                                                            | 1              | East City Giants (1979)       |
| Germania    | NFL           |                    | 1980           | 1981            | 2                | Düsseldorf Panther                       | 2               | Düsseldorf Panther                                                                | 2              | Düsseldorf Panther (1981)     |
| Italia      | LIF           |                    | 1981           | 1981            | 1                | Gladiatori Roma                          | 1               |                                                                                   |                | Gladiatori Roma (1981)        |
| Italia      | AFP-IFL       |                    | 1997           | 1998            | 2                | Dogi Venezia, Tigers Torino              | 1               | Dogi Venezia, New Saint George's Knights Novi Ligure, Tigers Torino, Draghi Udine | 1              | Tigers Torino (1998)          |
| Italia      | FIDAF         | [ 25 ]             | 2002           | 2005            | 4                | Corsari Palermo                          | 2               | Corsari Palermo                                                                   | 3              | Corsari Palermo (2005)        |
| Italia      | NFL Italia    | Superbowl italiano | 2008           | 2008            | 1                | Hogs Reggio Emilia                       | 1               | Hogs Reggio Emilia, Warriors Bologna                                              | 1              | Hogs Reggio Emilia (2008)     |
| Italia      | FIF           | Superbowl italiano | 2009           | 2014            | 7                | Bengals Brescia                          | 3               | Bengals Brescia                                                                   | 5              | Rams Milano (2014)            |
| Paesi Bassi | AFLN          | Holland Bowl       | 1998           | 2000            | 3                | Rotterdam Trojans                        | 2               | Rotterdam Trojans                                                                 | 3              | Limburg Wildcats (2000)       |
| Regno Unito | BAFF          |                    | 1985           | 1985            | 1                | Rockingham Rebels                        | 1               | Rockingham Rebels, Croydon Coyotes                                                | 1              | Rockingham Rebels (1985)      |
| Regno Unito | UKAFA         |                    | 1985           | 1985            | 1                | Slough Silverbacks                       | 1               | Slough Silverbacks, Swindon Steelers                                              | 1              | Slough Silverbacks (1985)     |
| Regno Unito | AAFC          | Steel Bowl         | 1985           | 1986            | 2                | Locomotive Derby, Scunthorpe Steelers    | 1               | Locomotive Derby, Scunthorpe Steelers, Leigh Razorbacks, Wirral Wolves            | 1              | Scunthorpe Steelers (1986)    |
| Regno Unito | NWWCAFL       |                    | 1987           | 1987            | 1                | Cheshire Cats                            | 1               | Cheshire Cats, Prestatyn Panthers                                                 | 1              | Cheshire Cats (1987)          |
| Regno Unito | UKAFL         |                    | 1987           | 1988            | 2                | Saint Helens Cardinals, Tamworth Trojans | 1               | Saint Helens Cardinals, Tamworth Trojans, Ipswich Cardinals, Charnwood Beacons    | 1              | Tamworth Trojans (1988)       |
| Regno Unito | SWAFL         |                    | 1988           | 1989            | 2                | Torbay Trojans, Newton GW's              | 1               |                                                                                   |                | Newton GW's (1989)            |
| Regno Unito | CAFL          | Caledonian Bowl    | 1988           | 1988            | 1                | Strathclyde Sheriffs                     | 1               | Strathclyde Sheriffs, Ness Monsters                                               | 1              | Strathclyde Sheriffs (1988)   |
| Regno Unito | CGA/NCMMA     |                    | 1989           | 1990            | 1                | Walsall Titans, London Capitals          | 1               | Walsall Titans, London Capitals, Portsmouth Warriors, Essex Buccaneers            | 1              | London Capitals (1990)        |
| Serbia      |               |                    | 2009           | 2010            | 2                | Beograd Vukovi                           | 2               | Beograd Vukovi, Novi Sad Dukes                                                    | 2              | Beograd Vukovi (2010)         |
| Slovacchia  | SLAF          |                    | 2010           | 2010            | 1                | Nitra Knights                            | 1               | Nitra Knights                                                                     | 1              | Nitra Knights (2010)          |
| Spagna      | SFL/AFL       |                    | 1992           | 1994            | 3                | Barcelona Howlers                        | 2               | Madrid Panteras                                                                   | 3              | Barcelona Howlers (1994)      |
| Spagna      | RFL           |                    | 1993           | 1993            | 1                | Salt Falcons                             | 1               |                                                                                   |                | Salt Falcons (1993)           |
| Svezia      |               |                    | 1985           | 1985            | 1                | Lidingö Pink Chargers                    | 1               | Lidingö Pink Chargers, Danderyd Mean Machines                                     | 1              | Lidingö Pink Chargers (1985)  |
| Turchia     |               |                    | 1993-94        | 2005-06         | 12               | Hacettepe Red Deers                      | 11              | Hacettepe Red Deers                                                               | 11?            | Hacettepe Red Deers (2005-06) |
| Ungheria    |               | Fall Bowl          | 2011           | 2011            | 1                | Budapest Wolves                          | 1               | Budapest Wolves, Nyíregyháza Tigers                                               | 1              | Budapest Wolves (2011)        |

#### Femminili

##### Ufficiali
| Stato       | Massima serie     | Nome della finale | Prima edizione | Edizioni giocate | Maggiori vittorie       | Numero vittorie | Maggiori partecipazioni                  | Partecipazioni | Campione in carica           |
| ----------- | ----------------- | ----------------- | -------------- | ---------------- | ----------------------- | --------------- | ---------------------------------------- | -------------- | ---------------------------- |
| Austria     | AFDL              | Ladies Bowl       | 2000           | 16               | Vienna Vikings Ladies   | 13              | Vienna Vikings Ladies                    | 16             | Vienna Vikings Ladies (2015) |
| Finlandia   | SM-sarja          |                   | 2000           | 17               | Helsinki Lady Demons    | 8               | Helsinki Lady Demons                     | 14             | Helsinki Roosters (2016)     |
| Francia     | Challenge Feminin |                   | 2015           | 3                | Molosses d'Asnières     | 3               | Molosses d'Asnières                      | 3              | Molosses d'Asnières (2017)   |
| Germania    | Damenbundesliga   | Ladies Bowl       | 1992           | 25               | Berlin Adler Ladies     | 10              | Berlin Adler Ladies, Berlin Kobra Ladies | 11             | Berlin Kobra Ladies (2016)   |
| Italia      | CIFAF             | Rose Bowl Italia  | 2013           | 4                | One Team Milano         | 2               | Neptunes Bologna                         | 3              | One Team Milano (2016)       |
| Norvegia    | Dameserien        |                   | 2015           | 2                | Vålerenga Trolls        | 2               | Vålerenga Trolls                         | 2              | Vålerenga Trolls (2016)      |
| Regno Unito | Sapphire Series   |                   | 2014           | 4                | Birmingham Lions        | 4               | Birmingham Lions                         | 4              | Birmingham Lions (2017)      |
| Rep. Ceca   | Ženský líga       | Rose Bowl         | 2016           | 1                | Brno Amazons            | 1               | Brno Amazons, Prague Black Cats          | 1              | Brno Amazons (2016)          |
| Spagna      | LNFA Femenina     |                   | 2011           | 7                | Barberá Rookies         | 6               | Barberá Rookies                          | 7              | Barberá Rookies (2017)       |
| Svezia      | Division 1        | SM-finalen        | 2012           | 5                | Stockholm Mean Machines | 4               | Stockholm Mean Machines                  | 4              | Örebro Black Knights (2016)  |

##### Non ufficiali
| Stato    | Massima serie   | Nome della finale | Prima edizione | Ultima edizione | Edizioni giocate | Maggiori vittorie  | Numero vittorie | Maggiori partecipazioni | Partecipazioni | Ultimo vincitore          |
| -------- | --------------- | ----------------- | -------------- | --------------- | ---------------- | ------------------ | --------------- | ----------------------- | -------------- | ------------------------- |
| Germania | Damenbundesliga | Ladies Bowl       | 1990           | 1991            | 2                | Bamberg Lady Bears | 2               | Bamberg Lady Bears      | 2              | Bamberg Lady Bears (1991) |

### Coppe nazionali

#### Maschili

##### Attive
| Stato       | Nome              | Prima edizione | Edizioni giocate | Maggiori vittorie | Numero vittorie | Maggiori partecipazioni | Partecipazioni | Campione in carica        |
| ----------- | ----------------- | -------------- | ---------------- | ----------------- | --------------- | ----------------------- | -------------- | ------------------------- |
| Bielorussia | Vitovt Cup        |                |                  |                   |                 |                         |                |                           |
| Norvegia    | Coppa di Norvegia |                |                  |                   |                 |                         |                |                           |
| Russia      | Coppa di Russia   |                |                  |                   |                 |                         |                | Moscow Black Storm (2015) |
| Ucraina     | Coppa di Ucraina  |                |                  |                   |                 |                         |                |                           |

##### Inattive
| Stato    | Nome             | Prima edizione | Ultima edizione | Edizioni giocate | Maggiori vittorie                                                    | Numero vittorie | Maggiori partecipazioni                                                 | Partecipazioni | Ultimo vincitore                    |
| -------- | ---------------- | -------------- | --------------- | ---------------- | -------------------------------------------------------------------- | --------------- | ----------------------------------------------------------------------- | -------------- | ----------------------------------- |
| Francia  | Coppa di Francia | 1983           | 1987            | 3                | Castors de Paris, Challengers de Paris, Argonautes d'Aix-en-Provence | 1               | Castors de Paris                                                        | 2              | Argonautes d'Aix-en-Provence (1987) |
| Germania | Coppa AFBD       | 1980           | 1980            | 1                | Ansbach Grizzlies                                                    | 1               | Ansbach Grizzlies, Hanau Hawks                                          | 1              | Ansbach Grizzlies (1980)            |
| Italia   | Coppa Italia     | 1993           | 1999            | 2                | Frogs Legnano, Skorpions Varese                                      | 1               | Frogs Legnano, Gladiatori Roma, Skorpions Varese, Nightmare Piacenza    | 1              | Skorpions Varese (1999)             |
| Serbia   | Coppa di Serbia  | 2005           | 2005            | 1                | Beograd Vukovi                                                       | 1               | Beograd Vukovi, Kragujevac Wild Boars                                   | 1              | Beograd Vukovi (2005)               |
| Spagna   | Coppa di Spagna  | 1995           | 2014            | 19               | L'Hospitalet Pioners                                                 | 9               | L'Hospitalet Pioners                                                    | 12             | L'Hospitalet Pioners (2014)         |
| Ungheria | Blue Bowl        | 2006           | 2012            | 2                | Budapest Wolves, Budapest Cowboys                                    | 1               | Budapest Wolves, Budapest Cowboys, Debrecen Gladiators, Újpest Bulldogs | 1              | Budapest Cowboys (2012)             |

#### Femminili

##### Attive
| Stato  | Nome                    | Prima edizione | Edizioni giocate | Maggiori vittorie          | Numero vittorie | Maggiori partecipazioni                   | Partecipazioni | Campione in carica                |
| ------ | ----------------------- | -------------- | ---------------- | -------------------------- | --------------- | ----------------------------------------- | -------------- | --------------------------------- |
| Russia | Coppa di Russia         | 2015           | 2                | Sankt Petersburg Valkyries | 2               | Sankt Petersburg Valkyries, Moscow Sirens | 1              | Sankt Petersburg Valkyries (2016) |
| Spagna | Copa de España femenina | 2010           | 6                | Barberá Rookies            | 6               | Barberá Rookies                           | 6              | Barberá Rookies (2015)            |

##### Inattive
| Stato     | Nome         | Finale    | Prima edizione | Ultima edizione | Edizioni giocate | Maggiori vittorie | Numero vittorie | Maggiori partecipazioni         | Partecipazioni | Ultimo vincitore         |
| --------- | ------------ | --------- | -------------- | --------------- | ---------------- | ----------------- | --------------- | ------------------------------- | -------------- | ------------------------ |
| Rep. Ceca | Ženský pohár | Rose Bowl | 2015           | 2015            | 1                | Prague Black Cats | 1               | Prague Black Cats, Brno Amazons | 1              | Prague Black Cats (2015) |

### Campionati locali

#### Maschili

##### Attivi
| Stato                                                   | Massima serie                    | Nome della finale | Prima edizione | Edizioni giocate | Maggiori vittorie     | Numero vittorie | Maggiori partecipazioni | Partecipazioni | Campione in carica           |
| ------------------------------------------------------- | -------------------------------- | ----------------- | -------------- | ---------------- | --------------------- | --------------- | ----------------------- | -------------- | ---------------------------- |
| Andalusia                                               | Liga Andaluza                    |                   | 2002           | 15               | Granada Lions         | 5               | Granada Lions           | 6              | Fuengirola Potros (2017)     |
| Catalogna                                               | Lliga catalana de futbol americà |                   | 1988-1989      | 28               | Reus Imperials        | 8               | Reus Imperials          | 13             | Argentona Bocs (2017)        |
| Galizia                                                 |                                  |                   | 2012-13        | 4                | Santiago Black Ravens | 3               | Santiago Black Ravens   | 3              | Cazuza Towers (2016)         |
| Friburgo, Ginevra, Vallese, Vaud, Rodano-Alpi (Francia) | NSFL                             | NSFL Bowl         | 2005           | 12               | Geneva Seahawks       | 4               | Geneva Seahawks         | 6              | Lausanne LUCAF Owls (2016)   |
| Madrid                                                  |                                  |                   |                |                  |                       |                 |                         |                | Camioneros de Coslada (2016) |
| Comunità Valenciana                                     |                                  |                   | 2012-13        | 3                | Sueca Ricers          | 3               |                         |                | Valencia Giants (2016-17)    |

##### Inattivi
| Stato                       | Massima serie                | Nome della finale | Prima edizione | Ultima edizione | Edizioni giocate | Maggiori vittorie                    | Numero vittorie | Maggiori partecipazioni                              | Partecipazioni | Ultimo vincitore             |
| --------------------------- | ---------------------------- | ----------------- | -------------- | --------------- | ---------------- | ------------------------------------ | --------------- | ---------------------------------------------------- | -------------- | ---------------------------- |
| Bretagna, Paesi della Loira | Ligue Bretagne-Pays de Loire | Ouest Bowl        | 1996           | 2007            | 12               | Dockers de Nantes                    | 7               | Dockers de Nantes                                    | 9              | Salamandres du Havre (2007)  |
| Inghilterra                 | Capital League               | Capital Bowl      | 1987           | 1987            | 1                | LA Panthers                          | 1               | LA Panthers, Saint Albans Kestrels                   | 1              | LA Panthers (1987)           |
| Scozia                      | Thistle League               |                   | 1987           | 1987            | 1                | Dundee Whalers                       | 1               |                                                      |                | Dundee Whalers (1987)        |
| Scozia                      | SGA                          | SGA Bowl          | 1995           | 1998            | 4                | Glasgow Lions, East Kilbride Pirates | 2               | Glasgow Lions, East Kilbride Pirates, Dundee Whalers | 2              | East Kilbride Pirates (1998) |

#### Femminili

##### Attivi
| Stato               | Massima serie | Nome della finale | Prima edizione | Edizioni giocate | Maggiori vittorie                                  | Numero vittorie | Maggiori partecipazioni            | Partecipazioni | Campione in carica       |
| ------------------- | ------------- | ----------------- | -------------- | ---------------- | -------------------------------------------------- | --------------- | ---------------------------------- | -------------- | ------------------------ |
| Catalogna           | LCFA Femení   |                   | 1996           | 8                | Barcelona Howlers, Badalona Dracs, Barberá Rookies | 2               | Barcelona Howlers, Barberá Rookies | 4              | Barberá Rookies (2015)   |
| Galizia             |               |                   |                |                  |                                                    |                 |                                    |                |                          |
| Comunità Valenciana |               |                   | 2016           | 1                | Valencia Firebats                                  | 1               |                                    |                | Valencia Firebats (2016) |

##### Inattivi
| Stato  | Massima serie | Nome della finale | Prima edizione | Ultima edizione | Edizioni giocate | Maggiori vittorie      | Numero vittorie | Maggiori partecipazioni                       | Partecipazioni | Ultimo vincitore              |
| ------ | ------------- | ----------------- | -------------- | --------------- | ---------------- | ---------------------- | --------------- | --------------------------------------------- | -------------- | ----------------------------- |
| Madrid | LMFA Femenina |                   | 2012           | 2012            | 1                | Las Rozas Black Demons | 1               | Las Rozas Black Demons, Camioneros de Coslada | 1              | Las Rozas Black Demons (2012) |

### Coppe locali
| Stato               | Massima serie | Nome della finale | Prima edizione | Ultima edizione | Edizioni giocate | Maggiori vittorie    | Numero vittorie | Maggiori partecipazioni | Partecipazioni | Campione in carica/Ultimo vincitore |
| ------------------- | ------------- | ----------------- | -------------- | --------------- | ---------------- | -------------------- | --------------- | ----------------------- | -------------- | ----------------------------------- |
| Catalogna           | Copa Catalana |                   | 1989           |                 | 25               | L'Hospitalet Pioners | 8               | L'Hospitalet Pioners    | 14             | Badalona Dracs (2015)               |
| Comunità Valenciana | Copa Valencia |                   | 2011           |                 | 3                | Valencia Firebats    | 2               | Valencia Firebats       | 3              | Valencia Firebats (2014)            |

### Campionati internazionali

#### EFAF
| Nome                     | Nome della finale | Prima edizione | Ultima edizione | Edizioni giocate | Maggiori vittorie                                         | Numero vittorie | Maggiori partecipazioni                                           | Partecipazioni | Ultimo vincitore                |
| ------------------------ | ----------------- | -------------- | --------------- | ---------------- | --------------------------------------------------------- | --------------- | ----------------------------------------------------------------- | -------------- | ------------------------------- |
| European Football League | Eurobowl          | 1986           | 2013            | 27               | Vienna Vikings                                            | 5               | Vienna Vikings                                                    | 9              | Vienna Vikings (2013)           |
| EFAF Champions League    |                   | 2000           | 2000            | 1                | Lions Bergamo                                             | 1               | Lions Bergamo, Stockholm Mean Machines                            | 1              | Lions Bergamo (2000)            |
| Euro Cup                 |                   | 1996           | 1999            | 4                | Seaside Vipers, Roskilde Kings, Aarhus Tigers, London O's | 1               | Seaside Vipers                                                    | 2              | London O's (1999)               |
| Fed Cup                  |                   | 1997           | 1998            | 2                | Flash de La Courneuve, Hanau Hawks                        | 1               | Flash de La Courneuve, Hanau Hawks, Gladiatori Roma, Graz Giants  | 1              | Hanau Hawks (1998)              |
| EFAF Cup                 |                   | 2002           | 2013            | 12               | Graz Giants                                               | 3               | Graz Giants                                                       | 3              | Black Panthers de Thonon (2013) |
| EFAF Challenge Cup       |                   | 2009           | 2010            | 2                | Hogs Reggio Emilia, Klek Knights                          | 1               | Hogs Reggio Emilia, Klek Knights, Győr Sharks, Istanbul Cavaliers | 1              | Klek Knights (2010)             |
| EFAF Atlantic Cup        |                   | 2009           | 2014            | 6                | Lelystad Commanders                                       | 2               | Lelystad Commanders                                               | 3              | Brussels Tigers (2014)          |
| EFAF Eastern Cup         |                   | 2010           | 2010            | 1                | Moscow Patriots                                           | 1               | Moscow Patriots, Minsk Zubrs                                      | 1              | Moscow Patriots (2010)          |

#### IFAF Europe

##### Inattive
| Nome                         | Nome della finale                       | Prima edizione | Ultima edizione | Edizioni giocate | Maggiori vittorie                                                      | Numero vittorie | Maggiori partecipazioni               | Partecipazioni | Ultimo vincitore        |
| ---------------------------- | --------------------------------------- | -------------- | --------------- | ---------------- | ---------------------------------------------------------------------- | --------------- | ------------------------------------- | -------------- | ----------------------- |
| IFAF Europe Champions League | IFAF Europe Champions League Final Four | 2014           | 2016            | 3                | Helsinki Roosters, Carlstad Crusaders, Panthers Wrocław                | 1               | Beograd Vukovi                        | 2              | Panthers Wrocław (2016) |
| IFAF CEI Interleague         |                                         | 2011           | 2014            | 4                | Győr Sharks, Nyíregyháza Tigers, Bratislava Monarchs, Pančevo Panthers | 1               | Bratislava Monarchs, Pančevo Panthers | 2              | Pančevo Panthers (2014) |

#### IFAF (New York)

##### Attive
| Nome                                   | Nome della finale | Prima edizione | Edizioni giocate | Maggiori vittorie | Numero vittorie | Maggiori partecipazioni               | Partecipazioni | Ultimo vincitore         |
| -------------------------------------- | ----------------- | -------------- | ---------------- | ----------------- | --------------- | ------------------------------------- | -------------- | ------------------------ |
| IFAF Northern European Football League |                   | 2017           | 1                | Helsinki Roosters | 1               | Helsinki Roosters, Carlstad Crusaders | 1              | Helsinki Roosters (2017) |

#### NFL
| Stato                                                           | Nome       | Nome della finale | Prima edizione | Ultima edizione | Edizioni giocate | Maggiori vittorie | Numero vittorie | Maggiori partecipazioni | Partecipazioni | Ultimo vincitore          |
| --------------------------------------------------------------- | ---------- | ----------------- | -------------- | --------------- | ---------------- | ----------------- | --------------- | ----------------------- | -------------- | ------------------------- |
| Germania, Regno Unito, Paesi Bassi, Spagna, Stati Uniti, Canada | NFL Europa | World Bowl        | 1991           | 2007            | 15               | Frankfurt Galaxy  | 4               | Frankfurt Galaxy        | 8              | Hamburg Sea Devils (2007) |

#### GFL International
| Stato                                                               | Nome                           | Nome della finale | Prima edizione | Edizioni giocate | Maggiori vittorie                      | Numero vittorie | Maggiori partecipazioni | Partecipazioni | Campione in carica              |
| ------------------------------------------------------------------- | ------------------------------ | ----------------- | -------------- | ---------------- | -------------------------------------- | --------------- | ----------------------- | -------------- | ------------------------------- |
| Austria, Germania, Francia, Svizzera                                | BIG6                           | Eurobowl          | 2014           | 4                | New Yorker Lions                       | 3               | New Yorker Lions        | 4              | New Yorker Lions (2017)         |
| Francia, Germania, Italia, Paesi Bassi, Rep. Ceca, Spagna, Svizzera | European Football League       | EFL Bowl          | 2014           | 4                | Kiel Baltic Hurricanes                 | 2               | Kiel Baltic Hurricanes  | 2              | Black Panthers de Thonon (2017) |
| Belgio, Irlanda, Paesi Bassi, Lussemburgo                           | GFL International Atlantic Cup |                   | 2015           | 2                | Belfast Trojans, Brussels Black Angels | 1               | Groningen Giants        | 2              | Brussels Black Angels (2016)    |

#### CEFL

##### Attive
| Stato                                                             | Nome                             | Nome della finale | Prima edizione | Edizioni giocate | Maggiori vittorie                     | Numero vittorie | Maggiori partecipazioni                                                  | Partecipazioni | Campione in carica    |
| ----------------------------------------------------------------- | -------------------------------- | ----------------- | -------------- | ---------------- | ------------------------------------- | --------------- | ------------------------------------------------------------------------ | -------------- | --------------------- |
| Austria, Croazia, Serbia, Slovacchia, Slovenia, Turchia, Ungheria | Central European Football League | CEFL Bowl         | 2006           | 12               | Beograd Vukovi                        | 6               | Beograd Vukovi                                                           | 11             | Tirol Raiders (2017)  |
| Austria, Serbia                                                   | CEFL Cup                         |                   | 2013           | 2                | Novi Sad Dukes, Cineplexx Blue Devils | 1               | Novi Sad Dukes, Cineplexx Blue Devils, Alp Devils, Belgrade Blue Dragons | 1              | Novi Sad Dukes (2017) |

##### Inattive
| Stato                     | Nome                            | Nome della finale | Prima edizione | Ultima edizione | Edizioni giocate | Maggiori vittorie                       | Numero vittorie | Maggiori partecipazioni | Partecipazioni | Ultimo vincitore        |
| ------------------------- | ------------------------------- | ----------------- | -------------- | --------------- | ---------------- | --------------------------------------- | --------------- | ----------------------- | -------------- | ----------------------- |
| Bulgaria, Romania, Serbia | Balkan American Football League |                   | 2013           | 2014            | 2                | Kraljevo Royal Crowns, Bucharest Rebels | 1               |                         |                | Bucharest Rebels (2014) |

#### Altri

##### Attivi
| Stato                                                     | Nome            | Nome della finale | Prima edizione | Edizioni giocate | Maggiori vittorie | Numero vittorie | Maggiori partecipazioni | Partecipazioni | Campione in carica |
| --------------------------------------------------------- | --------------- | ----------------- | -------------- | ---------------- | ----------------- | --------------- | ----------------------- | -------------- | ------------------ |
| Bielorussia, Estonia, Lettonia, Lituania, Russia, Ucraina | Monte Clark Cup |                   | 2017           | 1                |                   | 1               |                         | 1              | (2017)             |

##### Inattivi
| Stato                                                         | Nome                                | Nome della finale | Prima edizione | Ultima edizione | Edizioni giocate | Maggiori vittorie                     | Numero vittorie | Maggiori partecipazioni  | Partecipazioni | Ultimo vincitore                |
| ------------------------------------------------------------- | ----------------------------------- | ----------------- | -------------- | --------------- | ---------------- | ------------------------------------- | --------------- | ------------------------ | -------------- | ------------------------------- |
| Regno Unito, Germania, Paesi Bassi, Svezia, Finlandia, Italia | American Football League of Europe  | Euro Super Bowl   | 1994           | 1995            | 2                | Stockholm Nordic Vikings              | 2               | Stockholm Nordic Vikings | 2              | Stockholm Nordic Vikings (1995) |
| Croazia, Slovenia, Bosnia ed Erzegovina, Serbia               | Alpe Adria Football League          | Alpe Adria Bowl   | 2013           | 2015            | 3                | Maribor Generals                      | 3               | Maribor Generals         | 3              | Maribor Generals (2015)         |
| Bielorussia, Russia, Ucraina                                  | Eastern League of American Football | ELAF Bowl         | 2012           | 2016            | 5                | Minsk Litwins                         | 2               | Minsk Litwins            | 4              | Vitebsk Lynxes (2016)           |
| Bielorussia, Estonia, Finlandia, Lettonia. Polonia            | Baltic Sea League                   | Baltic Bowl       | 2013           | 2016            | 2                | Tartu Titans, Riga Lions, Minsk Zubrs | 1               | Tartu Titans, Riga Lions | 3              | Minsk Zubrs (2016)              |